# Ertso-Tianeti
Ertso-Tianeti (Georgisch: ერწო-თიანეთი) is een etnografische streek in Oost-Georgië. De naam bestaat uit de twee entiteiten Ertso (ერწო) en Tianeti (თიანეთი).

## Geografie
De streek Ertso-Tianeti ligt in de bovenloop van de rivier Iori en komt grofweg overeen met de gemeente Tianeti, in de regio Mtscheta-Mtianeti. Het gebied is gesitueerd in de zuidelijke uitlopers van de Grote Kaukasus en grenst aan de streken Psjavi in het noorden, Kacheti en het Aragvi in het westen.

## Geschiedenis
Historisch gezien waren Ertso en Tianeti twee afzonderlijke geografische gebieden van het koninkrijk Kartlië. Vanwege hun gezamenlijke historische ontwikkeling en nauwe band worden ze in oude bronnen samen genoemd. Ertso-Tianeti was later administratief onderdeel van het koninkrijk Kachetië. De geografische ligging en de handelsweg tussen Kartlië, Kaukasisch Albanië en Armenië die er doorheen liep maakte de streek van strategisch en economisch belang. Volgens de legende bekeerde de heilige Nino het gebied in de vierde eeuw tot het christendom.
In de vroege middeleeuwen was het gebied een uitvalsbasis voor het koninkrijk Kartlië om politieke en culturele invloed uit te oefenen op de berggebieden in de Grote Kaukasus. Tijdens de eenwording van Georgië tot een verenigd koninkrijk was Ertso-Tianeti de springplank voor de verovering van Kachetië. Later in de middeleeuwen vielen de Mongolen het gebied binnen en met het uiteenvallen van het verenigde Georgische feodale koninkrijk in de 15e eeuw werd de streek een van de vazalstaten van het koninkrijk Kachetië en werd vaak betwist met het Hertogdom Aragvi.
In 1614 werd het gebied vrijwel ontvolkt als gevolg van de Perzische invasie van Kachetië. De verlaten dorpen werden later opnieuw bevolkt door migranten uit de naburige berggebieden Psjavi en Chevsoeretië, waar sterke economische banden mee waren.